# Сан Маурицио ди Монти (Ђенова)
Сан Маурицио ди Монти је насеље у Италији у округу Ђенова, региону Лигурија.
Према процени из 2011. у насељу је живело 280 становника. Насеље се налази на надморској висини од 275 м.